# Pierre Coullet

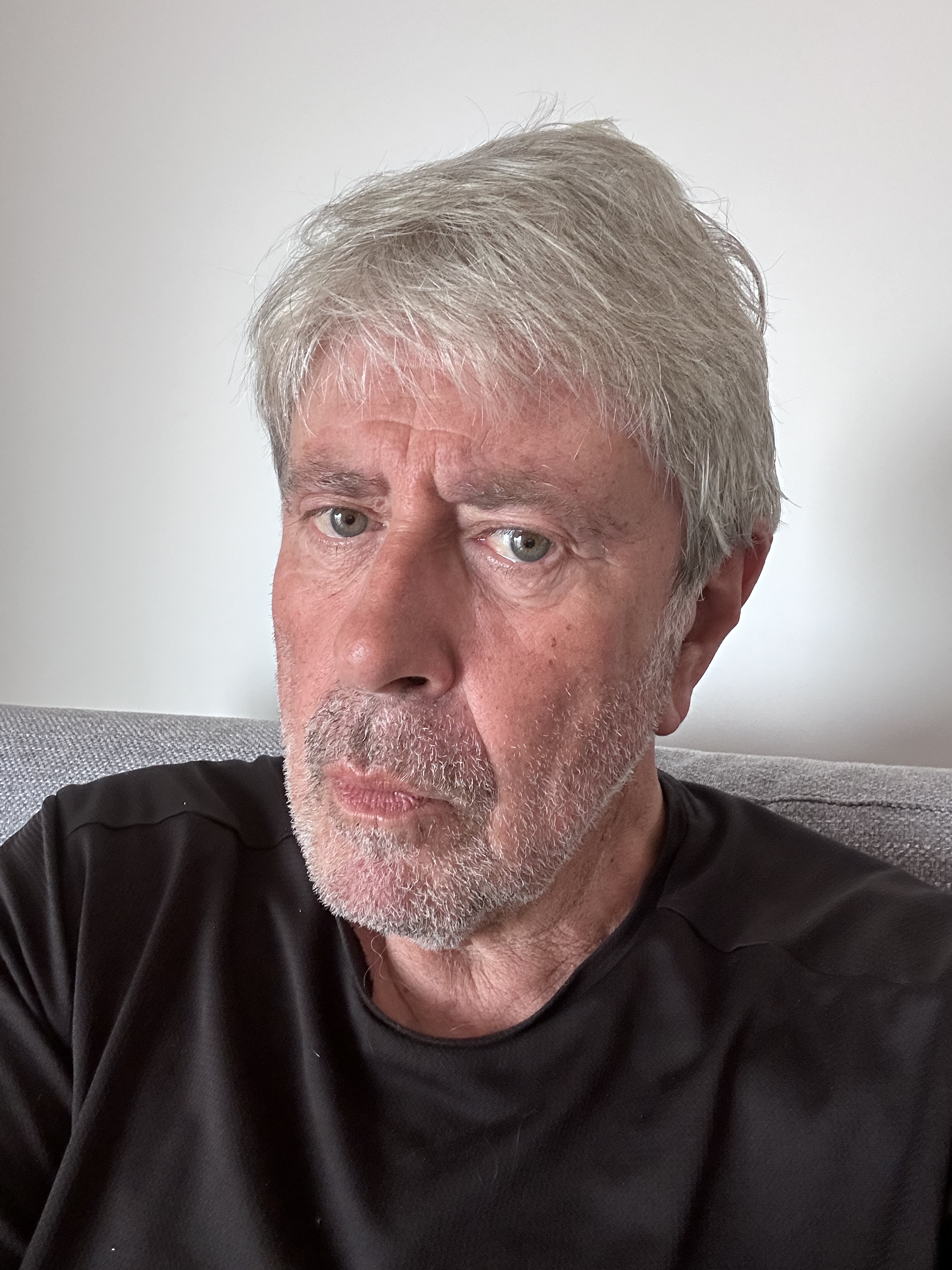
Pierre Coullet

Pierre Coullet (* 1949 in Nizza) ist ein französischer Physiker, der sich mit nichtlinearer Dynamik, Selbstorganisation, Turbulenz und Chaostheorie befasst.

## Leben und Wirken
Coullet forschte ab 1975 für das CNRS – ab 1984 als Forschungsdirektor- und war seit 1987 Professor an der Universität Nizza (Sophia Antipolis) am INLN (Institut Non-Lineare de Nice), dessen Direktor er 1995 bis 2002 war. Von 1995 bis 2005 war er Senior-Mitglied des Institut universitaire de France. Seit 2005 ist er Direktor des Institut Robert Hooke de Culture Scientifique der Universität Nizza.
Coullet entdeckte mit Charles Tresser unabhängig von Mitchell Feigenbaum die später nach Feigenbaum benannte Konstante und deren Universalität im Übergang zum Chaos mit Bifurkations-Kaskaden. Er schlug auch die experimentelle Messung der Feigenbaum-Konstante vor. Coullet befasste sich mit Anwendungen nichtlinearer Dynamik in Hydrodynamik, nichtlinearer Optik, chemischen Reaktionen, Flüssigkristallen, biologischen Systemen und bei Bose-Einstein-Kondensation. Er arbeitete mit dem Mathematiker Gérard Iooss zusammen.

## Ehrungen
- 1990 Paul-Langevin-Preis
- 1991 Prix C. S. de Freyssinet der Académie des Sciences
- 1993 Silbermedaille des CNRS
- 1999 wurde er auswärtiges Mitglied der Academia Chilena de Ciencias
- 2000 Humboldt-Forschungspreis
- 2001 Holweck-Preis
- 2015 Ritter der Ehrenlegion[4]